# Moss Værft & Dokk

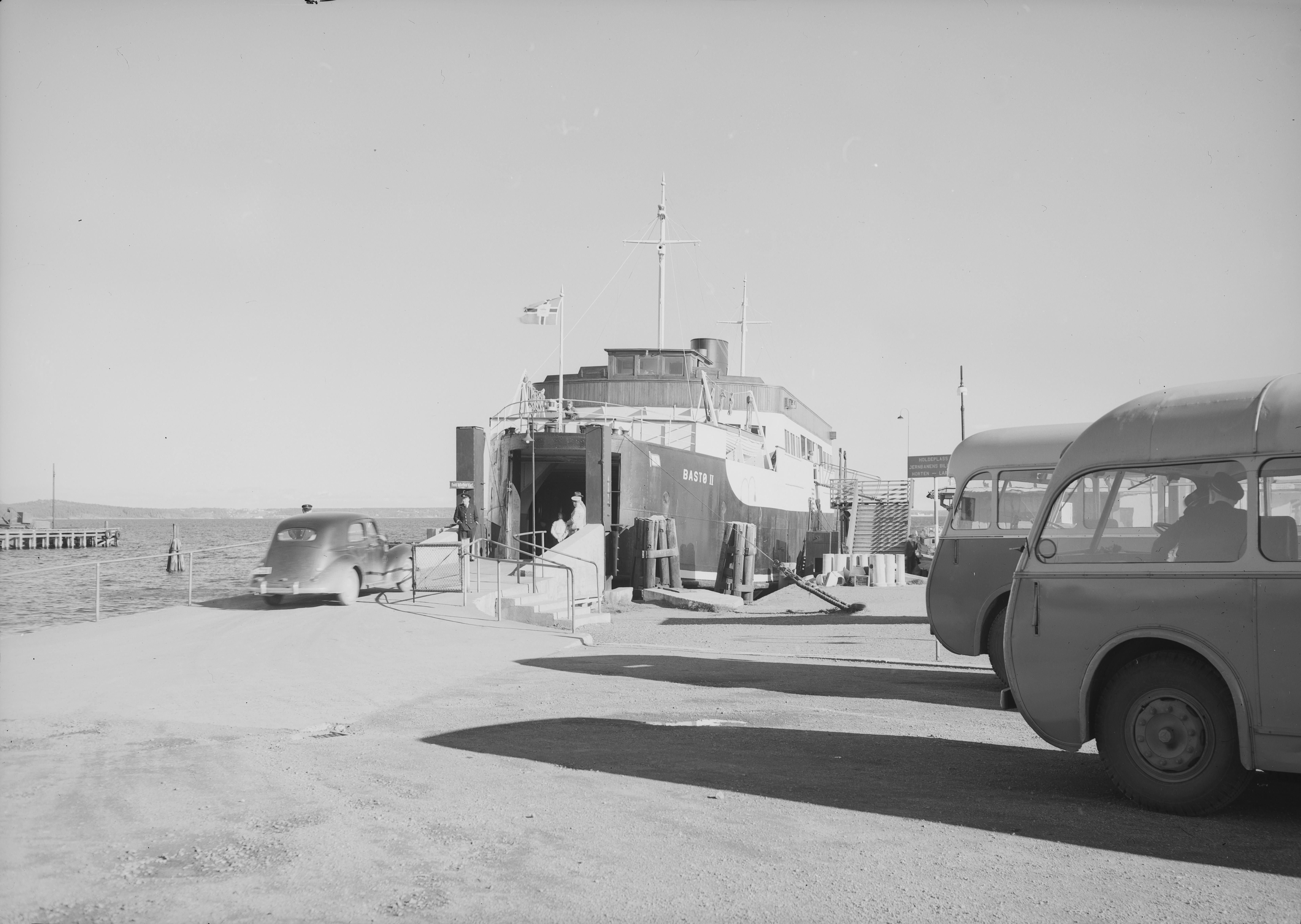
M/S Bastø II, senare M/S Alandia i Horten, 1950

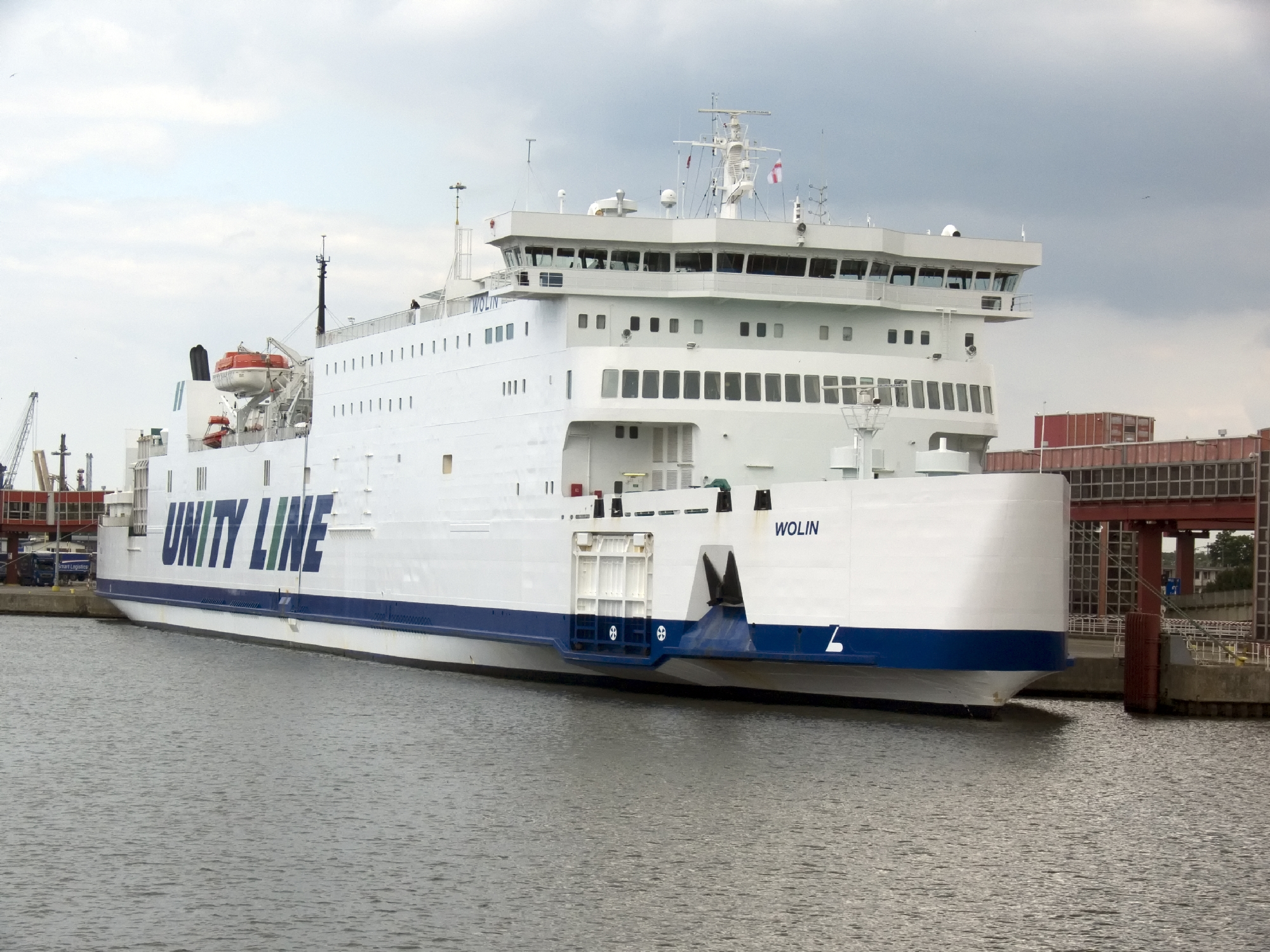
M/S Wolin, tidigare M/S Öresund i Swinoujscie i Polen, 2012

Moss Værft & Dokk var ett norskt skeppsvarv i Jeløya i Moss, som grundades 1870 som "Vogteværven" J. & J.H. Vogt, Moss Skibsværft.
Kværner köpte varvet 1962. Moss Verft & Dokk slogs 1970 samman med Rosenberg Verft i Stavanger under namnet Moss Rosenberg Verft. Moss Verft 
Moss Verft var framför allt känt för passagerarfartyg i kusttrafik och lastfartyg. Från 1960-talet byggdes kemikaliefartyg och LNG-tankers. Drygt 50 av varvets knappt 100 nybyggen var LNG- eller kemikalieskepp.
Varvet lades ned 1986. Det sist byggda fartyget var bil- och tågfärjan M/S Öresund för Statens Järnvägars färjerederi.

## Byggda fartyg i urval
- D/S Framnæs 3, 1908
- D/S Mustadfors II, 1909
- D/S Ammonia, tågfärja, 1929
- M/S Alandia (1939)
- M/S Öresund för Statens Järnvägars färjerederi, 1986

## Bildgalleri

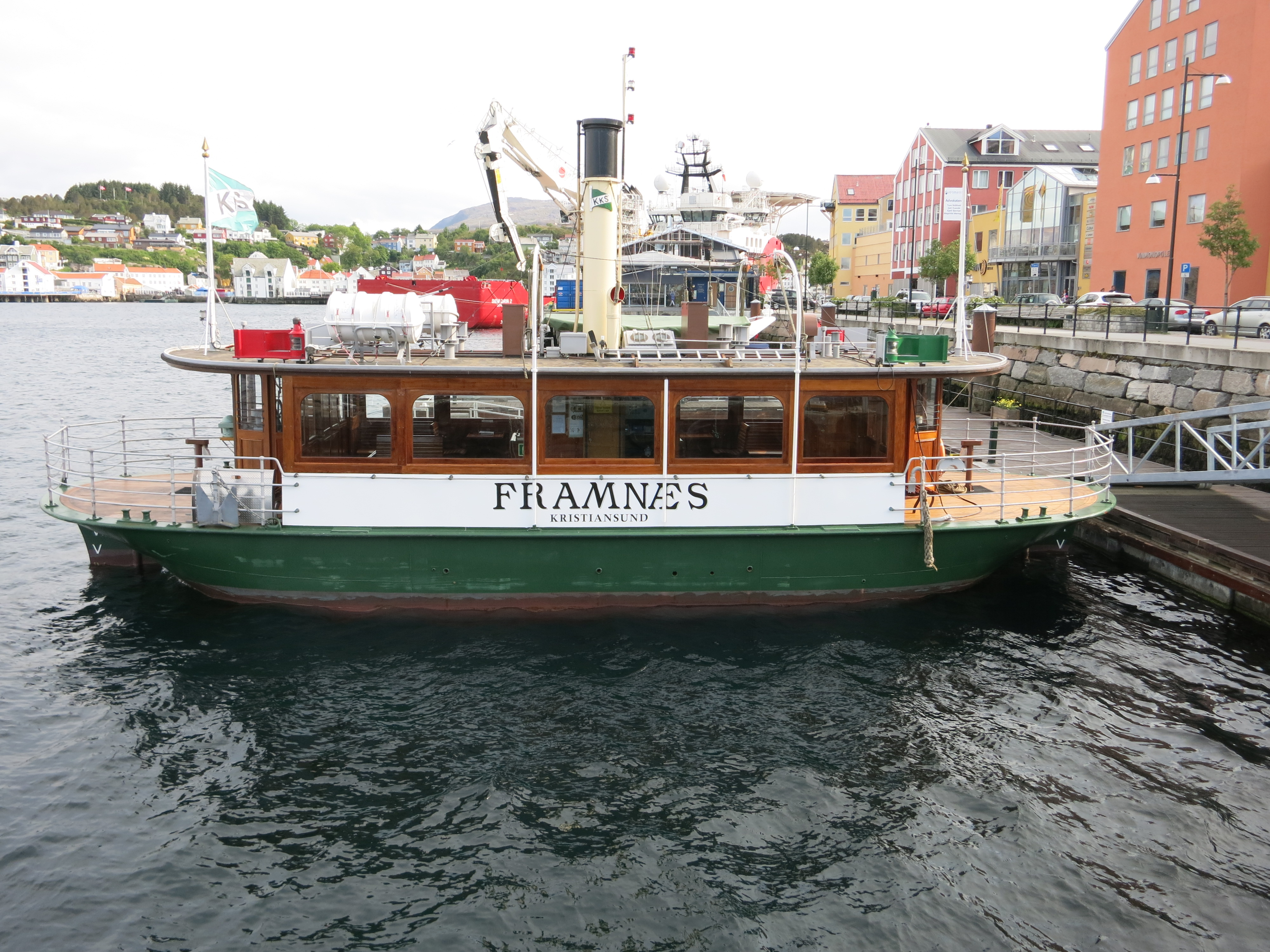
D/S Framnæs 3, byggd 1908
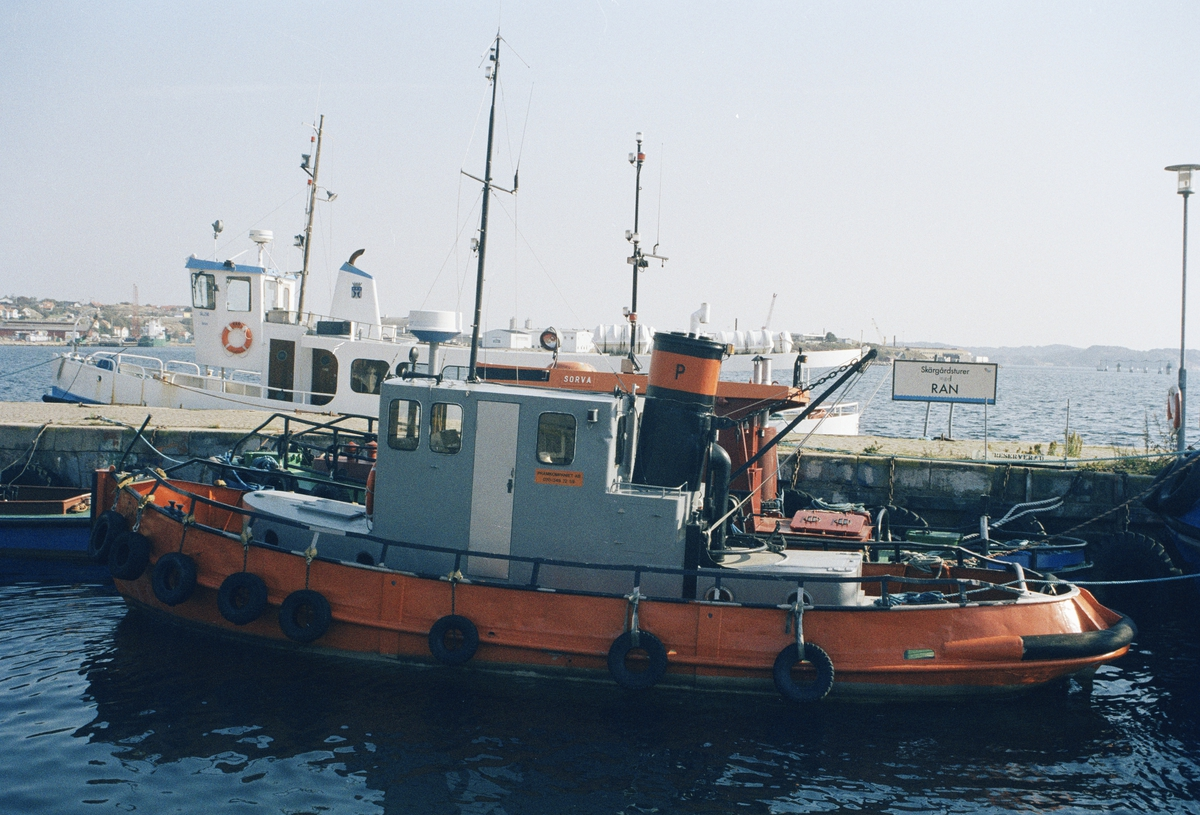
D/S Mustadfors II, byggd 1909, numera M/S Åke II
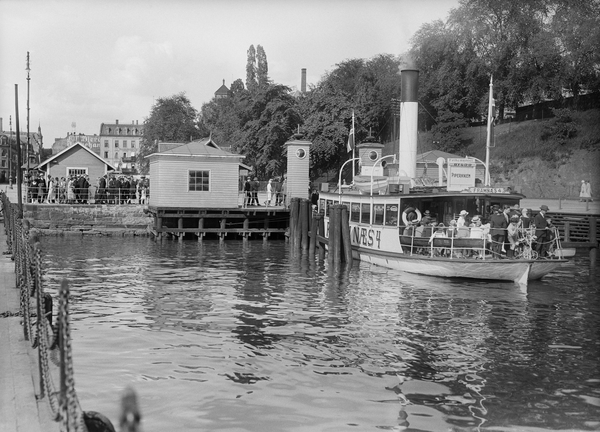
D/S Framnæs IV, byggd 1909, vid Pipervikbryggorna i Oslo, 1926
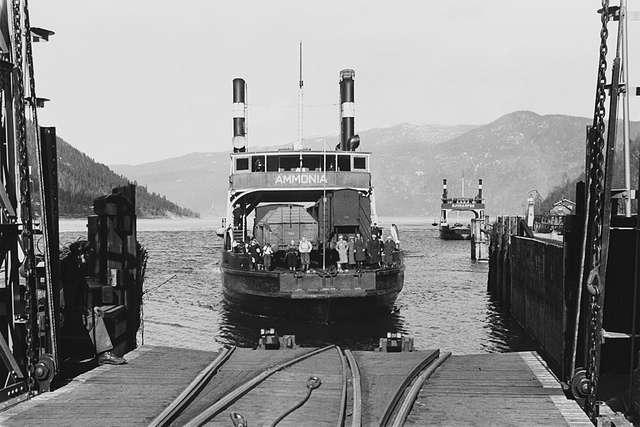
D/S Ammonia vid Mæl, 1942
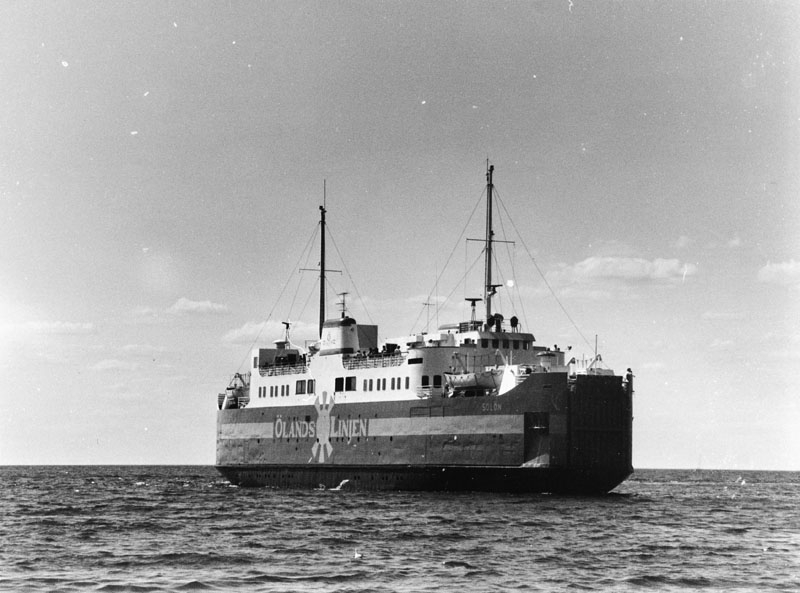
Färjan Bastø IV, byggd 1962, senare M/S Rospiggen och M/S Solön
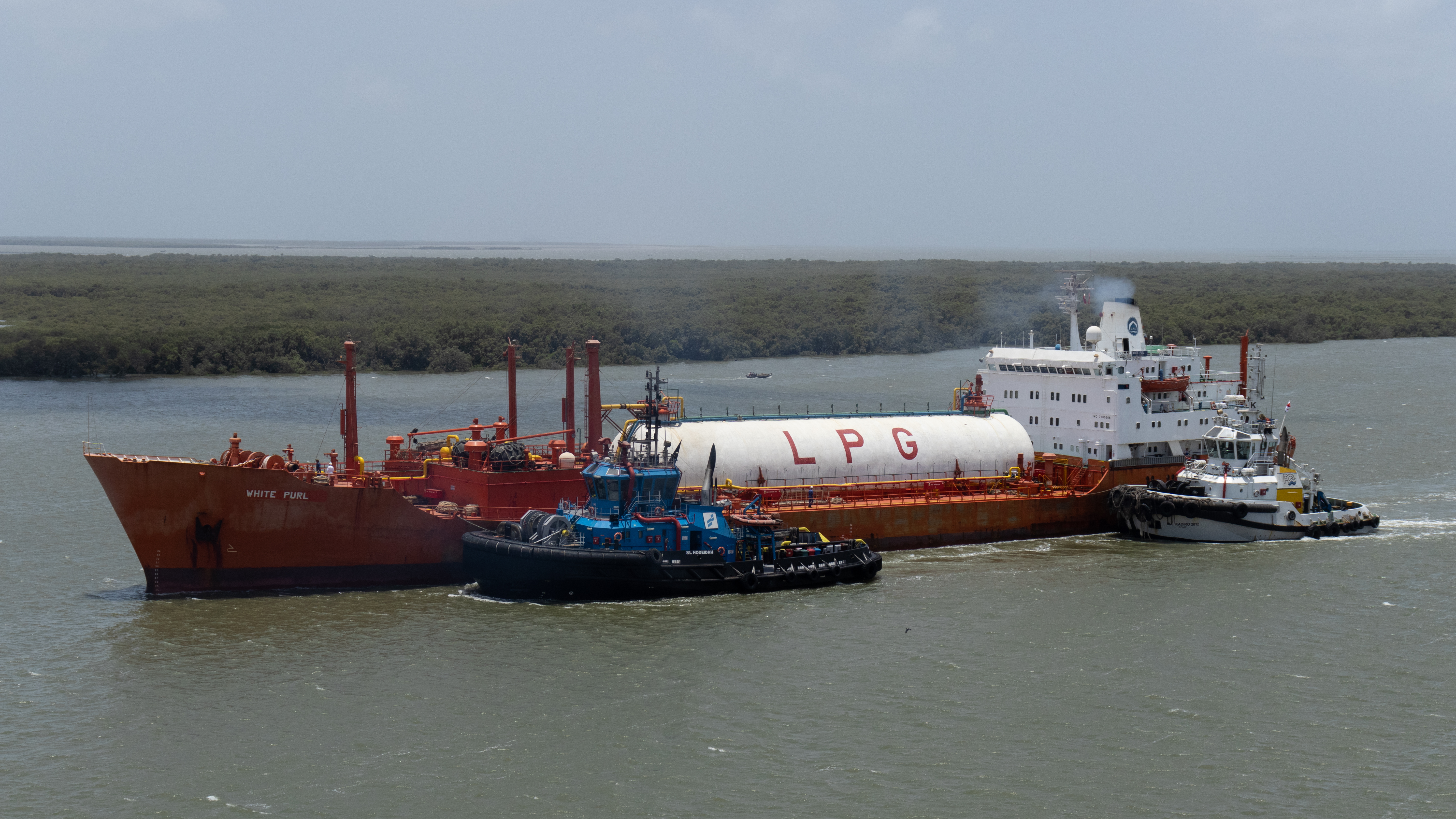
LNG-tankern White Purl byggd 1972, vid Port Quasim i Pakistan
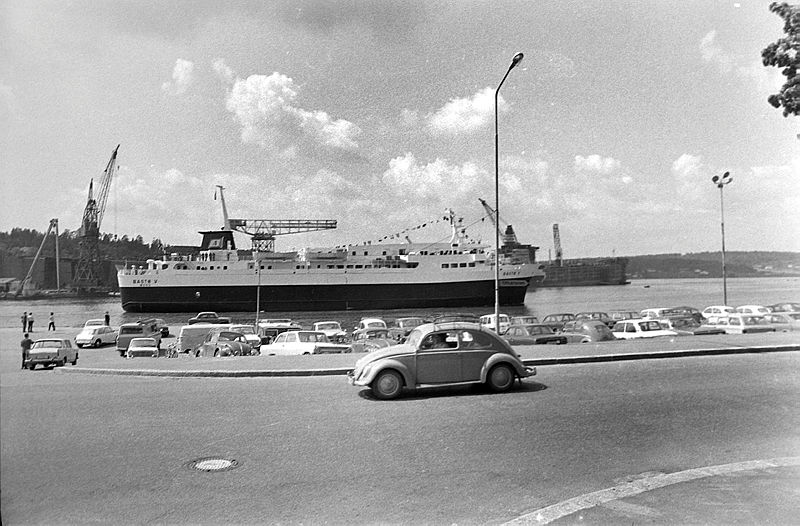
Färjan Bastø V, byggd 1973